# 巴魯廷灣
62°48′10″S 61°30′30″W / 62.80278°S 61.50833°W

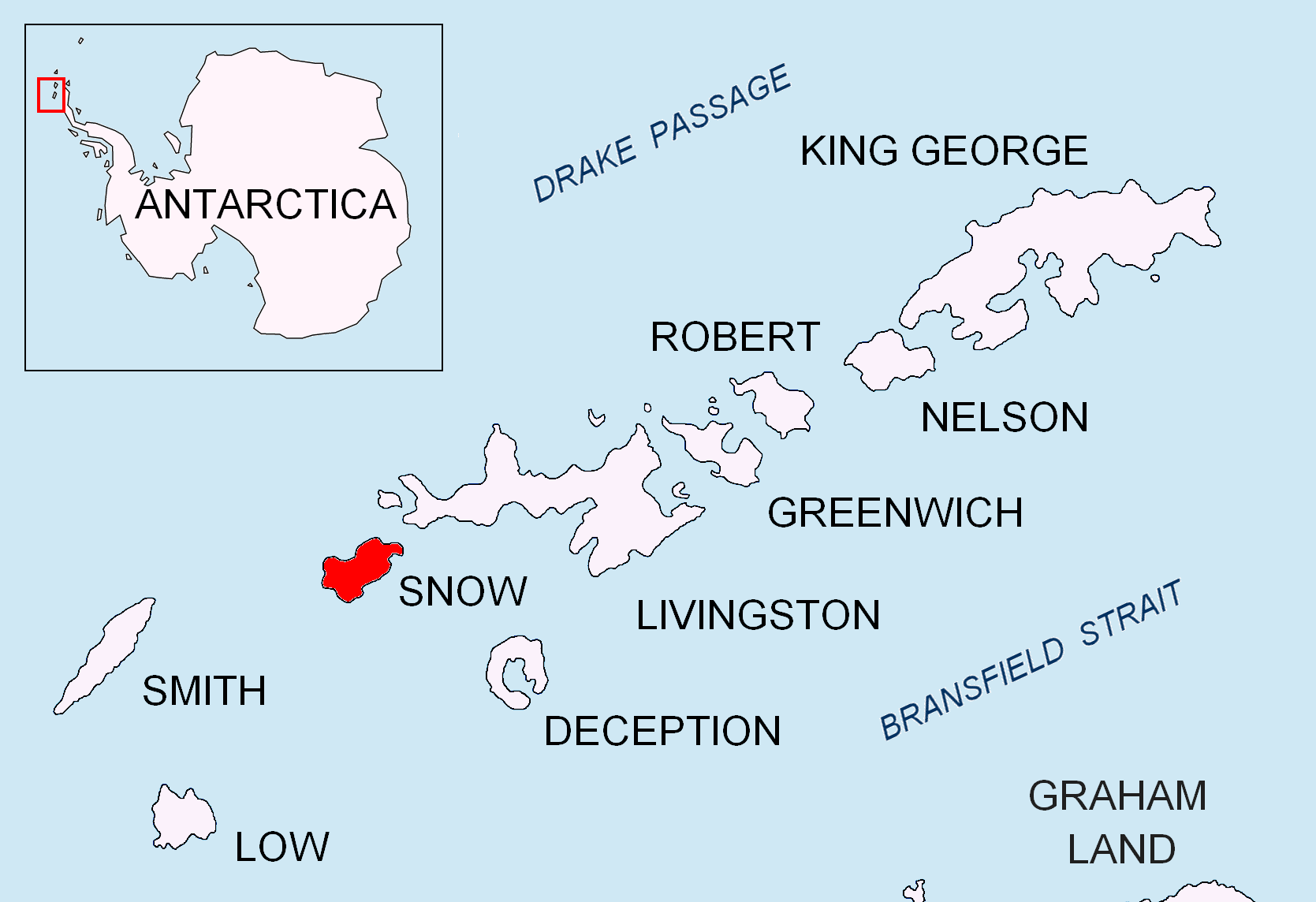

巴魯廷灣（Barutin Cove），是南極洲的海灣，位於南設得蘭群島的雪島西南岸，長1.03公里、寬2.05公里，入口處在門羅角以北和沃基爾角以南，以保加利亞南部城鎮命名，現時由南極條約體系管理。